# Soroavisaurus australis
Soroavisaurus australis — вимерлий птах родини Avisauridae, який мешкав в крейдовому періоді близько 70 млн років тому. Скам'янілості знайдені у пластах формації Lecho на північному заході Аргентини неподалік міста Сальта. Відомий за двома знахідками, обидві являють собою кістки лівої ноги (одна з чотирма фалангами пальців). Голотип знаходиться в Інституті Мігель Лілло в Тукумані.